# Gran China (Argentina)
Gran China es una localidad del Departamento Jáchal, Provincia de San Juan, Argentina.

## Población
Cuenta con 256 habitantes (Indec, 2001), lo que representa un incremento del 72,97% frente a los 148 habitantes (Indec, 1991) del censo anterior.
- Datos: Q5884280

 . cuenta con un club amateur, Club Atlético Independiente de Gran China que participa en torneo local de jachal primera división.